# Nyborg
Pour les personnes dont c’est le patronyme, voir Nyborg (homonymie).
Nyborg est une ville portuaire du centre du Danemark, chef-lieu de la commune homonyme sur l'île de Fionie (Fyn en danois). La ville se trouve dans le est du Danemark-du-Sud. Sa population était de 15 862 habitants (en 2004).

## Étymologie
Nyborg a été mentionné pour la première fois en 1193 sous le nom de « Nyburg », qui se traduit par « nouveau château » en danois.

## Histoire
Avant la fondation de Nyborg, une fortification existait dans la région sous le nom de Gammelborg. Elle fut établie dans les années 500 et utilisée tout au long de l'âge viking jusqu'à ce que Nyborg soit fondée et prenne son rôle.
Nyborg est mentionnée pour la première fois en 1193 avec le château de Nyborg, lequel existe encore aujourd'hui, mais le bourg n'est cité en lui-même qu'en 1202. Au XVIIe siècle, Nyborg était une des trois plus puissantes cités fortifiées du Danemark. Les deux autres étant Fredericia et Copenhague. Chacune d'entre elles est située près d'un point de passage maritime. Pour Nyborg, son rôle était de surveiller la partie occidentale du Grand Belt. En 1659, la ville est assiégée par les Suédois et est libérée par un corps expéditionnaire néerlandais, puis par les alliés du Danemark commandés par l'amiral De Ruyter.
En 1867, la forteresse fut démolie et le terrain vendu aux habitants de la ville, qui l'utilisèrent pour construire leurs maisons près des remparts. La plupart de ces remparts existent encore aujourd'hui autour du château   et chaque année, une partie d'entre eux servent au théâtre Nyborg Voldspil.

## Transport

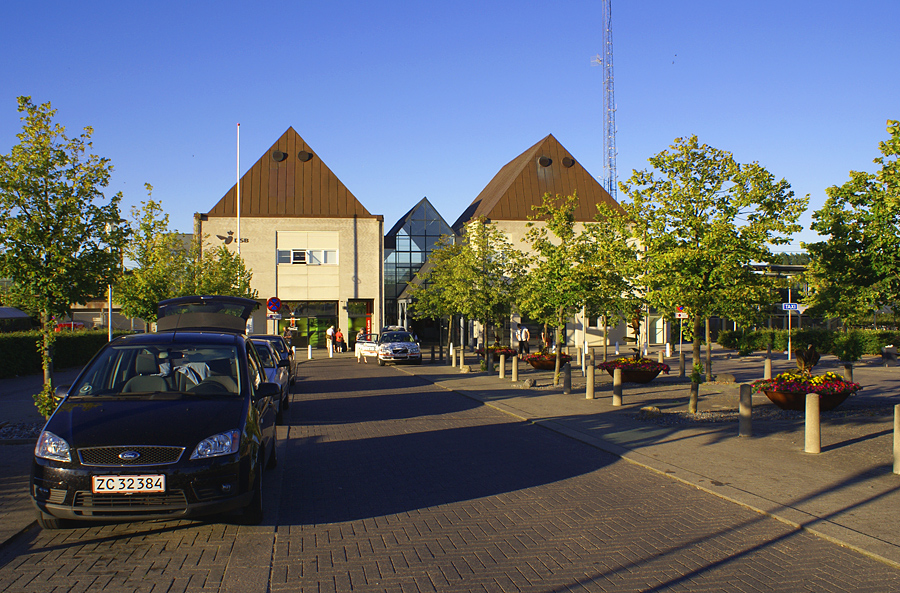
La gare de Nyborg.

Nyborg est desservie par la gare ferroviaire de Nyborg, qui assure des services de transport de passagers entre Copenhague et le Jutland. Elle est située sur la ligne Copenhague–Fredericia/Taulov, reliant la capitale danoise, Copenhague, à la péninsule du Jutland en passant par les îles de Seeland et de Fionie.